# Згадати все (фільм, 2012)
«Згадати все» (англ. Total Recall, букв.: Спогади оптом або Всеосяжний спогад, також «Пригадати все») — американський фантастичний фільм-бойовик із елементами постапокаліптики і антиутопії, знятий 2012 року. Фільм є ремейком однойменного фільму 1990-го року, хоча сюжет дуже віддалено нагадує як його, так і оповідання 1966 року («Ми можемо згадати це для вас оптом» Філіпа Кей Діка), що стала основою для «Згадати все». У новому фільмі-ремейку немає подорожі до Марса, як у попередній картині чи в новелі, Нову стрічку присвячено більше політичній тематиці. Основою сюжету є алюзія на колоніальну Британію XVIII ст. і ще не народжені Сполучені Штати.
Новий Total Recall було зрежисовано Леном Вайсманом, сценарій написали Марк Бомбак, Джеймс Вандербілт і Курт Віммер. У головній ролі виступив Колін Фаррелл, компанію йому склали дві чарівні актриси Кейт Бекінсейл і Джессіка Біл. Також у фільмі знялися Браян Кренстон, Джон Чо і Білл Наї. Уперше оголошено про зйомки було 2009 року, а на екрани США фільм вийшов 3 серпня 2012 року.
На екрани України фільм вийшов 9 серпня 2012 року.

## Зміст

### Синопсис
Це фільм про звичайного робітника Квейда зі звичайної фабрики роботів, який мешкає у крихітній квартирці на околиці міста десь у австралійській Колонії. Його власне життя цілком влаштовує; однак постійно його турбують сни про інше життя і він вирішує звернутися до компанії «$погад» («Rekall»). Ця компанія імплантує у пам'ять своїм клієнтам яскраві спогади-фантазії, котрі неможливо відрізнити від справжніх. Але у випадку Квейда процедура імплантації стає поштовхом до Всеосяжного спогаду того, ким він був насправді в минулому. Квейд потрапляє у вир боротьби між двома державами. Проте лишається сумнів — було це насправді чи пережиті пригоди — це саме те, що замовляв Квейд?
Читати більше тут:

### Ідеї фільму

Візитівка салону «$погад» (Rekall, inc.)
«Утікай зі свого світу до нашого!»

Попри те, що фільм задумувався як бойовик зі спецефектами, приправлений злегка фантастичним нальотом, він успадкував від свого попередника тугий вузол цікавих ідей.
— По-перше, титульна ідея (використана у назві фільму тобто), є обігранням терміну Всеосяжний спогад, суть якого полягає у здатності мозку точно і детально відтворювати побачене, почуте і відчуте через певний час — ніби воно відбувається знов наяву, а не в пам'яті. І хоча існування цього таємничого феномену у природі є під питанням, автор сценарію користається феноменом для зав'язки сюжету. 
— Тут же обігрується інше значення терміну: Total Recall можемо перекласти «Спогади оптом»: це соціальна сатира Філіпа Кіндреда Діка над споживацьким американським суспільством:  підприємливі ділки готові купити і переппродати усе на світі заради вигоди, не зважаючи на імовірну шкоду для здоров'я своїх клієнтів.
— Науково-фантастична ідея про замінність і програмованість людської свідомості у фільмі виступає застереженням людству: теоретична здатність людського мозку до перепрошивання підсвідомості (цього своєрідного BIOS'у) таїть загрозу поневолення людини, перетворення фактично у синтетика-кіборга.
— Ліфт «Спад» (англ. «Fall», що можна перекласти також як «Гріхопадіння») — це символ поневолення Метрополією (СФБ) австралійської Колонії. Цей символ навіть можна розцінювати як залежність людства від технологій, що перетворює вільну людину на раба. Знищення цієї «пекельної машини», що буквально проносить людей із «цього світу» у «потойбіччя» через ядро землі (де за середньовічними уявленнями знаходилося Пекло або Тартар) — символізує визволення людства.
 — Постапокаліптичний пейзаж Землі із двома острівцями, більш-менш придатними до життя, — це вже не політичний сакразм, а застереження суспільства від невідворотних наслідків, яке приносить існування споживацького суспільства,  що базується на невгамовній жадобі привілейованих — і безвиході більшості, що підсідає на «опіум» небезпечних віртуальних розваг.

## Головні ролі
- Колін Фаррелл як Даґлас «Даґ» Квейд/Карл Гаузер, простий фабричний працівник, що страждає від страшних снів[8].
- Кейт Бекінсейл як Лорі, тренована секретна агентка СФБ під прикриттям дружини Квейда[9].
- Джессіка Біл як Меліна, рядова учасниця руху Опору і коханка Квейда[9].
- Браян Кренстон як Канцлер Вайлос Когааґен, корумпований і безжальний Канцлер Сполученої Федерації Британії (СФБ)[10].
- Бокім Вудбайн як Гаррі, «ліпший друг» Квейда.
- Білл Наї як Маттіас Леяр, керівник руху Опору[11].
- Джон Чо як Боб МакКлейн/Мак, представник компанії Recall, який пропонує Квейдові спробувати незвичайну пригоду уві сні[12].
- Кейтлін Ліб як Спокусниця (вона ж Тригруда)[13][14]

## Цікаві факти
- Слово «Квейд» (Quaid, прізвище головного героя) мовою урду означає «лідер».
- У дванадцятилітньому віці Фаррелл страждав на хронічне безсоння.
- У віці сімнадцяти літ його вигнали зі школи за бійку з викладачем; той застав Фаррелла, коли той спав на уроці. Після цього Фаррелл на рік поїхав із друзями до Австралії.
- До цього Колін Фаррелл знімався у фільмі «Особлива думка» (2002), що його було знято також за оповіданням Філіпа Кіндреда Діка; фільм початково задумувався як продовження оригінальної версії фільму «Згадати все» (1990).
- Першим фільмом, де подружжя Лен Вайсман та Кейт Бекінсейл працювали разом — фільми серії «Інший світ».
- Одну сцену бійки Колін Фаррелл виконав сам, правда її знімали 22 рази, поки він зробив усе ідеально.
- Клерк за столиком у компанії «$ПОГАД» каже Квейдові: «We Can Remember It For You Wholesale», буквально повторюючи назву оповідання Філіпа К. Діка «Ми можемо згадати це для вас оптом».
- Колін Фаррелл дійсно ночував на знімальному майданчику, бо хотів «відчути, як це — прокинутися в майбутньому».
- Під час зведення знімального майданчика для фільму будівельники потратили $10 тис. за тиждень на одні гвинти.
- Згадка про Марс є у фільмі 2012 року, посилаючись на фільм 1990 року: під час суперечки героя Фаррелла із Гаррі, Квейд каже: «Я би теж хотів на Марс!»
- Коли Квейд відкриває свій сейф, можна помітити купюри з зображенням Барака Обами. Сучасний список персон, зображених на банкнотах США його не включає.
- Коли Квейд намагається пройти через пост охорони на вході до Сполученої Федерації Британії (СФБ), на нього одягнуто голографічне кольє з обличчям азіата. За мить до цього видно пухку жінку в жовтому плащі. Схожа жінка була маскою на голові у Квейда в оригінальному фільмі 1990 року.
- Поки Квейд їде на трансземельному ліфті «Спад» («Fall»), він читає книгу Яна Флемінга «Шпигун, котрий мене любив».
- Аби пройти 8 тисяч миль (хорда Землі на лінії Британія-Австралія) за 17 хвилин швидкість у «Спада» має бути приблизно 28 тис. 235 миль на годину. На таких швидкостях ліфт має літати у вакуумі, бо інакше він загориться від тертя об повітря.
- Час, аби добратися на «Спаді» від СФБ до Колонії, становив 17 хвилин. Квейд установлює таймер на бомбі на 15 хвилин; це значить, що вибух має статися за дві хвилин до прибуття, а не через кілька хвилин після, як це показано у фільмі.
- Голограма Квейда на роялі каже фразу: «Ця голограма є обмежено-інтерактивною, тож, будь ласка, сформулюй питання інакше», що є посиланням на фільм «Я, робот», де голограма доктора Альфреда Леннінга промовляла приблизно таку саму фразу.
- Більша частина футуристичної зброї насправді є сучасною зброєю, причому майже без змін. Срібний пістолет, котрий носить Лорі Квейд і різні поліцейські — це пістолет Chiappa Rhino 0,357 калібру з закріпленим під ним лазерним прицілом. Із такого ж Термінатор стріляв у трьох Сар Коннор. Поліцейські також носять автомат TDI Vector 0,45 калібру, а бійці Опору ходять, в основному, із гвинтівками Heckler & Koch G36 і автоматами UMP.
- Хлопець на вулиці називає одного із «синтетичних поліцейських» епітетом «Robo-Dick»: це натяк на Пола Верховена, режисера оригінального фільму 1990-го року і «Робокопа» (1987).
- У субтитрах до новини про вибух поїзда ім'я персонажа Браяна Кренстона відображається як «Cohaagan». А в титрах до фільму його зазначили як «Cohaagen».
- Якщо «Спад» вільно падає в тунелі за умов відсутності опору, — то пасажири мали б бути в невагомості протягом всієї подорожі. Однак, умови невагомості у фільмі з'являються лише при проходженні крізь ядро планети. Якщо корабель прискорюється на дорозі до ядра, а потім уповільнюються до повної зупинки з другого боку; «перевороти» у епіцентрі ядра Землі, мали б проходити тричі, і гравітація мала би на протяглості усієї подорожі, окрім точки відправлення, точки перевороту біля ядра і точки призначення. При прискоренні в 1 G поїздка зайняла б більше, аніж заявлені у фільмі 17 хвилин, а саме близько 47. Австралія розташована не діаметрально протилежно до Великої Британії.

## Створення фільму

### Виробництво
2 червня 2009 року журнал «Variety» оголосив, що Курт Віммер має намір написати сценарій до цього фільму. Марк Бомбак також узяв участь у написанні, у той час як Джеймс Вандербільт «відполірував» готовий текст. Більш, ніж рік по тому Лена Вайсмана запросили бути режисером картини. Пол Кемерон став оператором фільму а монтажем фільму зайнявся Крістіа Вагнер. Саундтрек є наслідком співпраці Гаррі Ґрейсон Вильямс і валлійська електронна команда Hybrid. Хоча фільм було оголошено у пресі як «римейк», кінозірка Джессіка Біл оголосила 2серпня 2012 року у шоу «The Daily Show», що фільм не є римейком фільму 1990 року, а швидше адаптацією оригінальної новели Філіпа Кей Діка. Однак, герой власне Джессіки, Меліна, насправді відсутній у новелі Філіпа Кей Діка, а взято його саме з фільму 1990 року за участю Шварценеґґера. Те ж саме скажемо і про образи Когааґена і Гаррі, а тако ж і вождя руху опору разом із ними. Із попередньої версії фільму також запозичено імена Квейд (Quaid) і Лорі (Lori) для подружжя головних героїв, узятих із фільму-попередника, — у той час як у оригінальній новелі це були Квейл (Quail) та Кірстен (Kirsten). Основна сюжетна лінія фільму також заснована на сюжеті оригінального фільму 1990-го, хоча і з деякими змінами, наприклад, із переміщення місця розгортання подій із Марса до «колонії».
У серпні 2010 Арнольд Шварценеггер висловлював інтерес у своїй участі у фільмі в образі Даґа Квейда (Doug Quaid), поки у жовтні 2010 року офіційно не було оголошено в The Hollywood Reporter, що короткий список претендентів на роль Квейда із Томом Гарді і Майклом Фассбендером очолює Колін Фаррелл. 11 січня 2011 було оголошено, що Фаррел уже отримав цю роль. Фаррелл у квітні 2011 сказав у інтерв'ю, що він ознайомився зі сценарієм, а також зазначив, що римейк відрізняється від новели Діка.
Про участь Кейт Бекінсейл та Джессіки Біл було підтверджено 25 травня після розгляду кандидатур акторок Еви Грін, Діани Крюгер і Кейт Босворт, яких раніше розглядали на роль Меліни (Біл). Зірку телесеріалу«Пуститися берега» Браяна Кранстона (Bryan Cranston) було обрано на роль головного антагоніста у фільмі. Етана Говка запросили на камео, як він сам зазначив «для монологу на п'ять сторінок довжиною»; однак, цю роль, очевидно, потім вирізали. Пізніше до складу акторів залучили Білла Нагі (Bill Nighy) і Джона Чо (John Cho).
За заявленого кошторису в $125 мільйонів, знімальний процес розпочався у Торонто 16 травня 2011 і закінчився 20 вересня 2011. Сцени було знятона студії Pinewood Toronto Studios,, а також в Торонтському університеті, на станції торонтського метро Lower Bay Station, у торонтському бізнес-центрі CIBC Commerce Court, у кампусі Торонтського університету (the University of Toronto Scarborough), у головному фінансовому районі Онтаріо (the Metro Toronto Convention Centre), і в місті Гвелф. Фільм знімали на цифрові камери фірми Red Epic і анаморфічниними лінзами фірми Panavision. Після забезпечення права на екранізацію від фірми Miramax Films, Columbia Pictures почала дистрибуцію фільму.

### Вірусна реклама
Щоб зацікавити майбутніх глядачів і створити ажіотаж навколо майбутнього тоді римейка «Total Recall» — трохи більше, ніж за місяць до релізу 3 серпня 2012, було створено фальшиву вірусну рекламу неіснуючої корпорації «Rekall» із фільму, яка раптово виникла на вулицях найбільших міст США. Різні за темою оголошення про послуги салону пропонували клієнтам втілити свої найзаповітніші мрії шляхом імплантації їм фальшивих спогадів. Було створено сайт корпорації під салоганами: «Утікай зі свого світу до нашого!», а також «Байдуже, чого Ви хочете — ми пригадаємо це для Вас!». Там симпатична дівчинка-портьє розказує і показує усе про корпорацію і послуги, які її салон надає. Сайт розміщено за адресою: http://www.WelcomeToRekall.com/ [Архівовано 20 березня 2013 у Wayback Machine.]

Астронавт
Мільйонер
Селебріті
Чемпіон
Модель
Обережно: REKALL!
Український постер

У формі, схожій на вірусну рекламну кампанію до фільму «9-й округ», з'явилися навіть анти-Rekall'івські борди і постери під гаслом: «Не дайте їм підсмажити Ваш мозок!» («Don't let them blow your mind») і навіть повноцінний вебсайт NoRekall.org, який поширює детально розроблені медиками і дуже правдоподібні історії користувачів салону, здоров'я яких ніби-то постраждало або внаслідок хімічної дії на організм сироватки (Rekall Serum); або у яких унаслідок опромінення мозку мікрохвильовим синхронізатором біологічних ритмів (Xhu-9 Synchropator) виникли психосоматичні реакції, які призвели до загострення існуючих хворіб; або ж про тих, у кого сталися психологічні розлади унаслідок дисонансу між реальністю і заповітними мріями — і вони не змогли повернутися до нормального життя. Сайт див. тут: https://web.archive.org/web/20121014173105/http://norekall.org/ Деякі українські постери теж виглядали у такому ключі.

## Реліз

### Касові збори
Реліз Total Recall відбувся 3 серпня 2012 у 3 601 кінотеатрах США із касовими зборами $9,1 млн за перший день і $25,578 за перший тиждень, здобувши сходинку #2 за касовими зборами (у середньому по $7220 на один кінотеатр).
За кордонами США фільм зібрав за перший тиждень $6,2 млн в Росії, $3,5 млн в Японії і $2 млн у Мексиці.
На 13 жовтня 2012 р. фільм зібрав $58,878 млн на батьківщині і $119,58 млн за кордонами США. Загальні касові збори склали $178,45 млн.
В Україні касові збори фільму були скромними: $470,8 тис. за перший тиждень прокату і менше $1 млн за увесь час. Це стало наслідком млявого просування фільму дистриб'юторами без урахування національної специфіки глядача[якої?].

### Відгуки критиків
Фільм отримав суперечливі відгуки оглядачів. «Total Recall» отримав 29 % «помідоростиглості» у накопичувальному рейтингу на сайті Гнилі помідори, що базувався на огляді 202 ревю. Висновок сайту звучав: «Хоч фільм і може похвалитися вражаючими трюками і сценами зі спецефектами, „Total Recall“ має слабенький сюжет, викривлений гумор, спотворені образи героїв, які створив класик наукової фантастики». На сайті Metacritic, який присвоює середньозважений рейтинг зі 100 за відгуками від основних критиків, фільм отримав середній рейтинг 44 на основі 38 рецензій, що визнано «змішаним або середнім рейтингом». На загал, критики оцінили спецефекти та відмітили, що фільм має «візуально вражаючий» сюжетний ряд.
Джо Вільямс із газети "Louis Post-Dispatch" дав фільмові позитивну критичну оцінку: «Багато оздоблена і насичена атмосфера першої години фільму настільки переважає будь-яку науково-фантастичну родзинку фільмів із часів „Особлива думка“, що м'який післясмак фіналу погоні у фільмі швидко забувається». Роджер Еберт із газети "Chicago Sun-Times" віддав фільмові 3 зірки із чотирьох, та відмітив деталізацією світу фільму: «„Total Recall“ є дуже детально продуманою і майстерно витвореною, наповненою потужною енергією науковою фантастикою. Як і всі сценарії, що надихав їх Філіп Кей Дік, ця історія грається з інтригуючими ідеями. Щоправда, у фільмі 1990 року це ніколи не зачіпляло особисто мене емоційно; і чесно кажучи, для мене особисто це й не важливо». Критик Майкл Філліпс із газети «Chicago Tribune» також дав позитивну оцінку фільмові, зазначивши, що «у цьому кіні все відбувається за передбачуваною схемою. Однак, коли чарівна Біл ефектно паркує свій автогувер і звертається до Фаррелла, чи не бажає він прокататися, ваше серце (я упевнений!) співає так само, як і моє…»
Джастін Лав із журналу «The Hollywood Reporter» написав до фільму зважене ревю, він сказав: «Результат роботи знімальної групи є досить цікавим, хоча і не повністю задовольняє мене із точки зору жанру чи цілісності сценарію; обидві ці важливі частини є, як і ступінь уяви творців фільму, явно не на висоті». Емі Б'янколлі з часопису "San Francisco Chronicle" також написала зважений критичний відгук, зазначивши: «Посеред усіх оцих сліпучо-прекрасних оцифрованих комп'ютерних міських пейзажів і динамічного розвитку подій у оновленій версії „Total Recall“, усе інше виглядає позбавленим смаку: без крові, без повітря, без почуття гумору, одним словом — безлико. З ефектною тригрудою повією — чи без неї». Джен Ченсі із газети «Washington Post» дав фільмові дві зірки із чотирьох, сказавши: «Так що ж у цьому „Total Recall“-2012 перевершує версію фільму з Арні? Для початку, тут є новий актор у головній ролі… А ще тут набагато більша кількість недоліків». Овен Гляйберман із тижневика «Entertainment Weekly» традиційно для себе позначив фільм рейтингом «C», зазначивши: «Ця… річ є похмурою, статичною, безрадісною». Джастін Чанг із журналу «Variety» відзначився неоднозначним враженням про фільм: «Божевільний нові гаджети, енергійний сюжетний ряд і ретельно пророблений дизайн довкілля — усього цього не достатньо, щоб уберегти „Total Recall“ від приторного відчуття надмірності».
А от Кайл Сміт із «New York Post» повністю розкритикував фільм: «Що стосується головного лиходія у фільмі — то навряд чи можна зіграти краще, ніж Браян Кренстон, в образі злого олігарха, який намагається покінчити з опором… Проте… Коли він стає у спаринг із Фарреллом — ви не відчуваєте мурашок по шкірі. Це виглядає жалюгідно, ніби ви спостерігаєте, як якийсь чувак б'є свого батька». Петер Траверз із журналу «Rolling Stone» також піддав нищівній критиці цю картину, сказавши: «Не поспішайте із гомеричним реготом тільки тому, що новий „Recall“ абсолютно безмозкий. Оригінальність і зв'язність у фільмі теж зникли безвісти».
Катерина Тугушева, журналіст afisha.tochka.net оцінила фільм так: «„Згадати все“ — якісний і видовищний фантастичний бойовик; і хоча глядачі знають, чим все закінчиться, його хочеться додивитися до кінця. А раптом все це фальшивка?»
Латифа Маріам Найем із сайту kinofilms.ua у статті «„Згадати все“ — зразковий бойовик» написала таке: «…запам'яталася головна героїня Кейт Бекінсейл, котра грає Лорі, псевдодружину Квейда. У кожній сцені від неї було стільки агресії, що це навіть дивувало, бо канон того, що у головного героя-мужчини має бути антагоніст — теж мужчина, занадто вже уївся… Та тут Кейт Бекінсейл повністю взяла на себе роль негативного героя, ну й, звичайно ж, привабливої особи: куди ж без цього в екшенах». У цілому критика рецензентки більше нейтральна, аніж негативна. Наостанок вона зазначає: «Під час перегляду шанувальникам такого кіна [бойовика — Авт.] можна сміливо відключати мозок і просто насолоджуватися екшеном у класичному його стилі».
Критик Redder із того ж сайту зазначив: «…чисто візуально все шикарно: світ майбутнього виглядає похмуро й переконливо, погоні, вибухи, перестрілки виглядають здорово, око ні на чім не спотикається, нічого не дратує. Ну, тобто, чисто зовнішньо — усе напрочуд добротно; а от усередині — порожнеча». У статті автор детально порівнює усі три роботи: оповідання і два фільми; і в цілому дає негативний відгук останньому фільмові: "Отож ["Згадати все" (2012)— Авт.] як середній фантастичний фільм виглядає добре, а як римейк верховенського шедевра — це навіть не бліда тінь. Отакі справи".

## Музика
Британський композитор Гаррі Греґсон-Вільямс написав музичні теми до фільму «Згадати все» (2012). Примітно, що його вважають[хто?] одним із найвідоміших композиторів сучасності, що поєднує в своєму стилі елементи електронної та класичної музики. Лауреат Satellite Award за музику до фільму «Королівство небес», назву фільму для російського прокату за російським зразком хибно переклали українською як «Царство небесне») і номінацією на «Золотий глобус» за музику до «Хронік Нарнії».
Саундтреки доступні завдяки компанії Madison Gate Records, Inc., як указано на офіційному сайті фільму. Прослухати саундтреки можна тут: http://soundcloud.com/madison-gate-records/sets/total-recall-original-motion/ [Архівовано 5 серпня 2012 у Wayback Machine.] Купити альбом можна на iTunes за ціною $9.99.
| Total Recall - Original Motion Picture Soundtrack | Total Recall - Original Motion Picture Soundtrack                   | Total Recall - Original Motion Picture Soundtrack |
| #                                                 | Назва                                                               | Тривалість                                        |
| ------------------------------------------------- | ------------------------------------------------------------------- | ------------------------------------------------- |
| 1.                                                | «Сон (The Dream)»                                                   | 3:35                                              |
| 2.                                                | «"Спад" (The Fall)»                                                 | 2:11                                              |
| 3.                                                | «Колонія (Colony)»                                                  | 1:56                                              |
| 4.                                                | «Подорож до лігва (The Tripping Den)»                               | 2:50                                              |
| 5.                                                | «Салон "$погад" (Rekall)»                                           | 2:51                                              |
| 6.                                                | «Погоня на даху (Rooftop Chase)»                                    | 2:23                                              |
| 7.                                                | «Дзвінок по руці (Hand Call)»                                       | 2:50                                              |
| 8.                                                | «Сховище (The Vault)»                                               | 4:50                                              |
| 9.                                                | «Митниця (Customs)»                                                 | 1:40                                              |
| 10.                                               | «Погоня на машині, ч.1 (Car Chase, Pt. 1)»                          | 2:44                                              |
| 11.                                               | «Погоня на машині, ч.2 (Car Chase, Pt. 2)»                          | 1:34                                              |
| 12.                                               | «Ключ (The Key)»                                                    | 1:24                                              |
| 13.                                               | «Шрам на твоїй руці (The Scar On Your Hand)»                        | 4:15                                              |
| 14.                                               | «Погоня на ліфтах (Elevator Chase)»                                 | 5:21                                              |
| 15.                                               | «Потяг до Маттіаса (Train to Matthias)»                             | 4:03                                              |
| 16.                                               | «Рятуючи Меліну (Saving Melina)»                                    | 2:35                                              |
| 17.                                               | «Зміна гравітації (Gravity Reversing)»                              | 2:19                                              |
| 18.                                               | «Бій до останнього (Up Top Fight)»                                  | 2:52                                              |
| 19.                                               | «"Спад" знищено (The Fall Collapses)»                               | 1:35                                              |
| 20.                                               | «У це важко повірити, ти не так? (It’s Hard to Believe, Isn’t It?)» | 2:34                                              |

## Відеогра

Піктограма гри
для iPhone та iPad

За місяць до виходу фільму на екрани, відбувся реліз гри Total Recall для iPhone і iPad. Це 3D шутер від фірми Jump Games Private Ltd., гру зроблено як прив'язку до фільму з метою взаємовигідного партнерства обох компаній.
Сама гра є шутером від першої особи із лінійним сюжетом, що динамічно розвивається; середовище повністю тривимірне, у грі багато локацій; у розпорядженні гравця чимало зброї — отож гравця тримають у напрузі протягом усієї гри: гру розроблено на сюжетній лінії фільму, якого ще не бачили глядачі; прив'язка до попереднього фільму мінімальна. Сюжет гри починається із того, що головний герой опиняється в 2084 році, і раптом виявляє, що він утікає від таємничих нападників після подорожі до Центру імплантації пам'яті. Справи героя кепські, доля світу лежить на хистких терезах, оскільки межа поміж Фантазією і Реальністю розчиняється у параноїдальному сні.
Під час гри користувач може придбати валюту всесвіту Total Recall Game за реальні гроші через систему покупок Apple (Apple's in-app purchase system), тому необхідний нагляд батьків над малими гравцями.
Гру випущено англійською, французькою, німецькою, італійською та іспанською мовами.
На українському сервері гри немає[прояснити].